# Суперкубок Англії з футболу 1932
Суперкубок Англії з футболу 1932 — 19-й розіграш турніру. Матч відбувся 12 жовтня 1932 року між чемпіоном Англії клубом «Евертон» та володарем кубка країни клубом «Ньюкасл Юнайтед».
| Володар Суперкубка Англії 1932 |
| ------------------------------ |
|                                |
| «Евертон» Другий титул         |

## Учасники
| Клуб              | Участей | Роки (жирним виділено перемоги) |
| ----------------- | ------- | ------------------------------- |
| «Ньюкасл Юнайтед» | 1       | 1909                            |
| «Евертон»         | 1       | 1928                            |

## Матч

### Деталі
| 12 жовтня 1932 |

| «Ньюкасл Юнайтед» | 3–5      | «Евертон»   |
| ----------------- | -------- | ----------- |
| Макменемі Бойд    | Протокол | Дін Джонсон |

| Сент-Джеймс Парк, Ньюкасл-апон-Тайн Глядачів: 15 000 |

|  |  |

| В                |  | Мік Бернс          |
| З                |  | Джиммі Нельсон (к) |
| З                |  | Дейвід Фергерст    |
| ПЗ               |  | Дейв Белл          |
| ПЗ               |  | Дейв Девідсон      |
| ПЗ               |  | Сем Вівер          |
| Н                |  | Джиммі Бойд        |
| Н                |  | Джиммі Річардсон   |
| Н                |  | Джек Аллен         |
| Н                |  | Гаррі Макменемі    |
| Н                |  | Томмі Ленг         |
| Головний тренер: |  |                    |
| Енді Каннінгем   |  |                    |

| В                |  | Тед Сейгар      |
| З                |  | Бен Вільямс     |
| З                |  | Варні Крессвелл |
| ПЗ               |  | Кліфф Бріттон   |
| ПЗ               |  | Томмі Вайт      |
| ПЗ               |  | Джок Томсон     |
| Н                |  | Тед Крітчлі     |
| Н                |  | Джон Макгурті   |
| Н                |  | Діксі Дін (к)   |
| Н                |  | Томмі Джонсон   |
| Н                |  | Джиммі Стейн    |
| Головний тренер: |  |                 |
| Томас Макінтош   |  |                 |